# Influência minoritária
A influência minoritária, uma forma de influência social, ocorre quando um membro de um grupo minoritário influencia a maioria a aceitar as crenças ou comportamentos da minoria. Isto ocorre quando um pequeno grupo ou um indivíduo atua como agente de mudança social, questionando as percepções sociais estabelecidas e propondo ideias alternativas e originais que se opõem às normas sociais existentes. Existem dois tipos de influência social: influência majoritária (resultando em conformidade e conformidade pública) e influência minoritária (resultando em conversão). A influência da maioria refere-se à maioria tentando produzir conformidade com a minoria, enquanto a influência da minoria está convertendo a maioria para adotar o pensamento do grupo minoritário. Ao contrário de outras formas de influência, a influência minoritária é frequentemente considerada uma forma mais inovadora de mudança social, porque geralmente envolve uma mudança pessoal na opinião privada. Exemplos de influência minoritária incluem o movimento pelos direitos civis nos Estados Unidos e o movimento anti-apartheid na África do Sul.

## História
Quase todas as primeiras pesquisas sobre a influência das minorias centraram-se na forma como a maioria influenciava a minoria, com base na suposição de muitos psicólogos de que seria muito difícil para a minoria ter qualquer influência sobre a maioria. Moscovici tinha uma perspectiva diferente, pois acreditava que era possível que uma influência minoritária superasse a influência majoritária. Como resultado, ele conduziu seu próprio estudo sobre a influência das minorias em 1969. Semelhante ao experimento “azul-verde” de Asch (1951), para ver se um grupo de quatro participantes foi influenciado por uma minoria. Sua pesquisa foi importante porque foi um dos primeiros estudos a mostrar que uma minoria era capaz de mudar a opinião da maioria. A pesquisa de Moscovici e seus colegas abriu portas para mais pesquisas sobre o assunto.

## Mecanismo
A teoria da conversão de Moscovici (1980, 1985) descreve um processo duplo de influência social. Quando as opiniões de um indivíduo diferem da opinião da maioria, isso causa turbulência interna, motivando o indivíduo a reduzir o conflito através da utilização de um processo de comparação, levando à conformidade e à aceitação pública da posição da maioria para evitar o ostracismo e o potencial ridículo. Portanto, a influência da maioria é vista como influência social normativa porque muitas vezes é gerada por um desejo de se enquadrar e se conformar ao grupo, por exemplo, o estudo de linha de Asch (1951). Por outro lado, uma visão minoritária é mais distinta, captando a atenção e resultando num processo de validação, onde as pessoas analisam cuidadosamente a discrepância entre a sua própria visão e a visão minoritária. Isto resulta muitas vezes numa conversão de atitude, onde o indivíduo está convencido de que a opinião da minoria é correta, o que é muito mais provável que seja privado em vez de público.
A influência da maioria ocorre quando as pessoas obedecem a certas crenças e comportamentos para serem aceitas pelos outros. Ao contrário da influência da maioria, a influência da minoria raramente pode influenciar os outros através da influência social normativa porque a maioria é indiferente à perspectiva que a minoria tem deles. Para influenciar a maioria, o grupo minoritário adotaria a abordagem da influência social informativa (Wood, 1994). Ao apresentar informações que a maioria não conhece ou não espera, esta informação nova ou inesperada chama a atenção da maioria para considerar e examinar cuidadosamente o ponto de vista da minoria. Após consideração, quando a maioria encontra mais validade e mérito na opinião da minoria, o grupo maioritário tem maiores probabilidades de aceitar parte ou a totalidade da opinião minoritária.
Embora o grupo maioritário possa aceitar parte ou a totalidade da visão minoritária, esse fato não indica necessariamente que a maioria tenha sido completamente influenciada pela minoria. Um estudo realizado por Elizabeth Mannix e Margaret Ann Neale (2005) mostra que ter o apoio do líder da maioria pode revelar-se o fator crítico para fazer com que a opinião da minoria seja ouvida e aceita. O apoio de um líder dá à maioria mais confiança no mérito da opinião minoritária, levando a um respeito geral pela minoria. A força das “pessoas-chave” (Van Avermaet, 1996) advém da reputação construída a partir da sua consistência de comportamentos e ideias. O envolvimento de pessoas-chave beneficiará a visão minoritária porque as pessoas estão mais abertas a ouvir outras pessoas em quem confiam e respeitam. Na influência minoritária, alguns líderes influentes podem influenciar a maioria que se opõe ao modo de pensar da minoria. No final, ter um grupo minoritário mais solidário e ativo poderia levar a uma tomada de decisões melhor e inovadora.

## Fatores de influência

### Tamanho da minoria
Moscovici e Nemeth (1974) argumentam que uma minoria de um é mais influente do que uma minoria de mais de um, pois é mais provável que uma pessoa seja consistente durante longos períodos de tempo e não divida a atenção da maioria. Explicam que uma pessoa pode questionar-se: “Como pode estar tão errada e ao mesmo tempo tão segura de si?”, resultando numa tendência para reavaliar toda a situação, considerando todas as alternativas possíveis, incluindo a visão minoritária. Por outro lado, é mais provável que duas pessoas sejam influentes do que uma, pois é menos provável que sejam vistas como estranhas ou excêntricas. Pesquisas mais recentes apoiaram esta última devido à crença de que uma minoria com dois ou mais, se consistente, tem mais credibilidade e, portanto, é mais propensa a influenciar a maioria.

### Tamanho da maioria
O modelo de impacto social (Latané & Wolf 1981) prevê que à medida que o tamanho da maioria cresce, a influência da minoria diminui, tanto na mudança de atitude pública como privada. O modelo de impacto social explica ainda que o impacto social é o efeito multiplicativo da força (poder, status, conhecimento), do imediatismo (proximidade física e atualidade) e do número de membros do grupo, apoiando a visão de que uma minoria terá menos influência sobre uma maioria maior.
Clark e Maass (1990) analisaram a interação entre a influência da minoria e as maiorias de tamanhos variados, e descobriram que, tal como as conclusões de Latané & Wolf, a influência da minoria diminui numa função de poder de aceleração negativa à medida que a maioria aumenta. Isto reflete-se nas conclusões de que o apoio das minorias deverá diminuir consideravelmente com os primeiros membros da maioria, mas os membros adicionais terão um impacto marginalmente decrescente em conseguir que as pessoas se conformem com a posição da maioria.
Da mesma forma, Latané e Wolf citam o trabalho de Solomon Asch com "o número mágico três". Após seus experimentos, Asch conclui que quando a maioria consiste em apenas um ou dois indivíduos, há muito pouca conformidade. A adição de um terceiro membro majoritário aumenta dramaticamente a conformidade, mas aumentos além de três não resultaram em quantidades crescentes de conformidade.

### Estilo comportamental
É mais provável que a influência da minoria ocorra se o ponto de vista da minoria for consistente, flexível e atraente para a maioria. Ter uma opinião consistente e inabalável aumentará o apelo à maioria, levando a uma maior probabilidade de adaptação à visão da minoria. No entanto, quaisquer opiniões hesitantes do grupo minoritário podem levar a maioria a rejeitar as reivindicações e opiniões da minoria. Serge Moscovici e Nemeth (1974) argumentaram que a influência da minoria é eficaz desde que haja consistência ao longo do tempo e acordo entre os membros da minoria. Se esta consistência fosse perdida, então a minoria perderia a sua credibilidade . Este pode ser o caso se um membro da minoria desertar e se juntar à maioria, pois isso prejudica a consistência e a unidade da minoria. Após esta ocorrência, é menos provável que os membros da maioria mudem a sua posição para a da minoria. A chave para o sucesso da influência da minoria não é apenas a consistência, mas a forma como a maioria interpreta a consistência. Se a minoria consistente for vista como demasiado inflexível, rígida e pouco disposta a mudar, é pouco provável que influencie a maioria. No entanto, se parecerem flexíveis e comprometedores, serão vistos como menos extremistas e mais razoáveis, tendo mais hipóteses de mudar as opiniões da maioria.

### Fatores disposicionais e situacionais
A pesquisa mostra que os indivíduos são mais propensos a ouvir a minoria e a aceitar as suas ideias se se identificarem com elas como sendo semelhantes a si próprios. Maass & Clark (1984) organizaram para que um grupo de participantes heterossexuais ouvisse um debate sobre os direitos dos homossexuais. Os resultados mostraram que o debate em grupo majoritariamente heterossexual era mais fácil para os participantes heterossexuais se relacionarem. Portanto, o grupo homossexual minoritário teve menos influência. É mais provável que a influência ocorra se a minoria (ou a maioria) fizer parte do nosso “grupo interno”, pois é mais provável que sejamos influenciados por aqueles que são semelhantes a nós. Esta investigação contradiz a visão de Moscovici de que as minorias desviantes (ou grupos externos) são essenciais para que ocorra a influência das minorias. As minorias dentro do grupo têm maior probabilidade de ter sucesso, pois são vistas como parte do grupo e, portanto, as suas ideias são vistas como mais aceitáveis. Por outro lado, os grupos externos têm maior probabilidade de serem discriminados, pois não são vistos como parte do grupo, o que os faz parecer estranhos ou incomuns.
Além disso, as decisões de outros podem afetar a potência da influência minoritária. Asch (1952) conduziu um estudo no qual os sujeitos do teste seriam acompanhados por um de dois "parceiros" durante uma série de perguntas feitas a um grupo: a) um parceiro que concordasse com a visão minoritária do sujeito, ou b) um parceiro que concordasse ser mais extremamente incorreto do que a maioria. Asch descobriu que, independentemente do papel do “parceiro”, o fato de o consenso ter sido quebrado – mesmo que por apenas um indivíduo (“o número mágico um”) – foi suficiente para reduzir a conformidade a uma maioria e adicionar credibilidade ao visão minoritária.

## Aplicação: júris

### Histórias, evidências e vereditos
A maioria dos júris elege um líder e depois decide se a votação para um veredito será pública ou privada. Usando a Teoria do Modelo de História, que sugere que o processamento cognitivo das informações do julgamento é o que leva os jurados a organizar mentalmente as evidências em narrativas coerentes e confiáveis, os jurados abordarão um veredito de duas maneiras. Os jurados orientados pelo veredito classificam as evidências em categorias de culpado e inocente antes da deliberação. Este tipo de jurado sente a necessidade de chegar a um veredito rapidamente e pode sentir pressão social fora do grupo para tomar a decisão de forma eficiente em termos de tempo. Por outro lado, os jurados baseados em evidências resistirão a tomar uma decisão final sobre o veredito até que tenham revisado todas as evidências. Esses jurados tendem a explorar as suas diferentes opções como grupo e são menos influenciados pela pressão social externa ao grupo para chegar rapidamente a um veredito.

### Influência minoritária nos júris
O veredito favorecido pela maioria na primeira votação torna-se a decisão final do júri em cerca de 90% de todos os julgamentos com júri. As minorias, então, têm alguma influência sobre o resultado. Quando um júri é suspenso, geralmente é porque um ou dois jurados estão resistindo ou resistindo à influência da maioria. Se estes membros do júri forem consistentes nas suas opiniões, é provável que consigam convencer outro membro do júri a também apoiar a sua opinião. Com o passar do tempo, cada vez mais jurados poderão mudar o seu voto em favor da minoria original. É, no entanto, extremamente importante que os jurados originais sejam consistentes e confiantes nas suas opiniões. Quanto mais instáveis eles parecerem, menor será a probabilidade de conquistarem a maioria.

### Status e influência nos júris
Os membros de um júri que têm alto prestígio ou status são geralmente mais influentes do que os membros que não o têm. Os membros que também têm um estatuto socioeconómico elevado também têm maior probabilidade de influenciar o processo de deliberação do júri. Isto é demonstrado pela correlação entre a opinião privada pré-deliberação e a decisão final do júri foi de 0,50 para os membros ricos e de 0,2 para os trabalhadores. No entanto, em análises recentes, a raça e o sexo já não determinam a influência nos júris.

### Melhorando os júris
1. Tamanho do júri: a modificação pode influenciar a estrutura do grupo, a representatividade e a influência da maioria; júris grandes têm maior probabilidade de ter um impasse, mas júris pequenos e grandes não diferem significativamente nos tipos de vereditos alcançados.
2. Unanimidade: os júris que não têm de chegar a uma decisão unânime proferem as suas decisões duas vezes mais rapidamente e têm menos probabilidades de serem indecisos.
3. Inovação processual: podemos melhorar os júris tornando as instruções dadas aos júris (antes da deliberação) mais claras e compreensíveis. Se os membros compreenderem no início do processo quais são os seus requisitos, então serão mais eficientes na entrega do veredito e compreenderão melhor o processo.[17]

## Rendimento

### Criptomnésia social
Depois de vários membros terem mudado de opinião para concordar com o grupo minoritário, essa minoria torna-se maioria. Isso é conhecido como efeito bola de neve. Quando uma minoria cria mudanças sociais na sociedade, a nova visão torna-se parte integrante da cultura da sociedade. Isto resulta no esquecimento da fonte de influência minoritária que levou à mudança, o que é conhecido como criptomnésia social. A influência das minorias pode ser bem-sucedida se as pessoas conseguirem dissociar entre as atividades sociocognitivas de resistência que são induzidas pela fonte e outras atividades de resistência que se desenvolvem a partir do conteúdo da mensagem. O processo de dissociação é explicado pela criptomnésia social: o que originalmente era considerado diferente é gradualmente construído como alternativa (Perez, 1995).
Uma pessoa pode ser afetada pela influência de uma minoria, direta ou indiretamente. No entanto, se não estivermos conscientes da influência, as ideias minoritárias podem ser tomadas como nossas, ignorando a origem da ideia original. A criptomnésia social explica que pensamentos e ideias que desafiam ou chocam são armazenados na memória latente sem reter a propriedade da ideia. Ideias supostamente esquecidas reapareceram na mente da pessoa como sua própria crença ou pensamento. Esta grande mudança de atitude ocorre quando o zeitgeist muda. Na história, as minorias mudaram as atitudes da sociedade e as atitudes da sociedade mudaram a opinião pessoal da maioria nessa sociedade. Embora a influência da minoria possa não afetar uma pessoa imediatamente, as crenças e os comportamentos podem mudar ao longo do tempo devido à criptomnésia social.

## Ampliando visões nas organizações
Ao integrar a teoria da influência minoritária nas organizações, as pessoas podem estar mais abertas à aprendizagem e à mudança, beneficiando a organização no final.

### Aumentando a diversidade no local de trabalho
A influência minoritária não é apenas observada em grupos sociais, mas esse tipo de influência social também está presente no local de trabalho. Incorporar o conceito de influência minoritária pode encorajar a diversidade e a mudança social em uma organização corporativa. Mannix e Neale (2005) realizaram um estudo de caso numa empresa que pediu a todos os gestores seniores que orientassem os gestores juniores, preparando pelo menos três gestores mais jovens para estarem prontos e competentes o suficiente para substituir os gestores mais antigos. A partir deste estudo, a empresa percebeu que não estava alcançando a extensão de diversidade que pretendia. Como resultado, a empresa exigia que pelo menos um dos três gestores juniores em formação fosse uma mulher ou uma minoria sub-representada. Este novo requisito melhorou a diversidade pretendida na organização, bem como a interação entre o mentor do gestor sénior e o mentor do do gestor júnior.

### Melhorando os valores e a cultura organizacional
Num outro estudo realizado por Mannix e Neale, foram realizadas avaliações anuais de desempenho para gestores hispânicos, afro-americanos e asiáticos. Suas avaliações de desempenho avaliaram os gestores em medidas menos tangíveis relacionadas à liderança, fator essencial que é considerado para receber uma promoção. Após a reflexão das avaliações de desempenho da empresa, um líder sênior sugeriu que os critérios pelos quais os gerentes foram avaliados eram tendenciosos em direção a um “estilo de gestão anglo-branco” (Mannix, 2005). Como solução, foram revisados os critérios de desempenho e promoção de liderança das avaliações de desempenho. A partir desta mudança e inclusão da influência minoritária, os gestores puderam aprender com os seus pontos fortes e fracos e mudar. Junto com a mudança nos critérios de avaliação de desempenho, a própria organização passou por uma mudança de valores e de cultura.

## Combinação com a influência da maioria
Há evidências que sugerem que é possível que a influência da minoria e a influência da maioria trabalhem juntas. Um estudo de Clark (1994) utiliza um cenário de júri do filme 12 Angry Men para investigar a influência social. Alguns dos participantes foram convidados a apenas ler os argumentos de um dos personagens (que atuou como minoria), enquanto o outro grupo também foi informado de como ele mudou a opinião do restante do júri. A influência social esteve presente em ambos os grupos, mas foi mais forte no grupo que foi exposto tanto aos argumentos (influência da minoria) quanto ao conhecimento que o júri estava conformado (influência da maioria).